# Neoaetosauroides
Neoaetosauroides engaeus
Genre
Espèce
Neoaetosauroides est un genre éteint d'aétosaures primitifs ayant vécu au Trias supérieur (Norien), il y a environ entre 227 et 208 Ma (millions d'années). Ses restes fossiles ont été trouvés dans la formation de Los Colorados, affleurant le long de la rivière Sierra Morada dans la province de la Rioja, en Argentine. 
Une seule espèce est rattachée au genre : Neoaetosauroides engaeus, décrite par José Bonaparte en 1969.

## Découverte
Ses restes, découverts dans les années 1960, furent les premiers connus d'un aétosaure dans cette formation géologique, datée du Norien, étage du Trias supérieur,,.

## Description

Diagramme de Neoaetosauroides montrant la position de ses ostéodermes, sur le dos, le ventre et la queue de l'animal.

Son crâne mesure environ 20 centimètres de long et la longueur totale de l'animal est de l'ordre de 2 mètres.
Cet aétosaure est l'un des genres les mieux représentés en Amérique du Sud, avec quelques spécimens entièrement articulés. Deux rangées d'ostéodermes dorsaux courent le long de chaque côté de la colonne vertébrale. Des ostéodermes ventraux sont également présents. Contrairement à la plupart des autres aétosaures, le quatrième doigt est plus long que les deuxième et troisième. En outre, le nombre de phalanges dans le cinquième doigt est inférieur à celui d'autres aétosaures. La rangée de dents supérieure de Neoaetosauroides est en avant de la pointe du museau allongé, ce est incompatible avec la théorie de présence d'un bec en kératine proposée pour d'autres aétosaures.